# Las asombrosas aventuras de Kavalier y Clay
Las asombrosas aventuras de Kavalier y Clay es una novela del escritor estadounidense Michael Chabon publicada en el año 2000. Fue galardonada con el premio Pulitzer de Ficción en 2001 y nominada al National Book Critics Circle Award, otorgados a libros en lengua inglesa, y al PEN/Faulkner Award for Fiction, que premia obras literarias estadounidenses.
La novela está ambientada en la Nueva York de la edad de oro del cómic y aborda diversos temas, como el holocausto, la amistad, la fuerza de los lazos familiares y el amor. 
El libro sigue las vidas de Kavalier, un artista gráfico checo, y su primo Clay, un escritor de Brooklyn, durante y después de la Segunda Guerra Mundial. Muchos de los acontecimientos de la novela están basados en la vida de varios historietistas célebres como Stan Lee, Jack Kirby, Joe Shuster, Jerry Siegel, Joe Simon o Jim Steranko. Igualmente, en el libro también aparecen otras figuras históricas como Salvador Dalí, Orson Welles y Fredric Wertham protagonizando pequeñas anécdotas.
Chabon publicó en dos periódicos estadounidenses sendos relatos cortos titulados The Return of the Amazing Cavalieri y Breakfast in the Wreck con material que aparentememente había escrito para formar parte de la novela, pero que finalmente no fue incluido. Asimismo la editorial Dark Horse Comics ha publicado varios cómics escritos por Chabon y protagonizados por El Escapista, el superhéroe creado por los dos protagonistas de la novela.
Actualmente se está rodando la adaptación al cine de la novela, dirigida por el cineasta Stephen Daldry y con guion del propio Chabon. 

## Argumento
La historia comienza en 1939 cuando Josef Kavalier, un joven judío de 17 años, ayudado por sus conocimientos de escapismo, huye de Praga  a causa de la invasión nazi para refugiarse en la casa de su tía en Brooklyn, Nueva York. Allí inicia una gran amistad con su primo Sammy Klayman, de su misma edad y ferviente seguidor de los cómics, con quien comparte su afición por el dibujo y su admiración por el ilusionista Harry Houdini.
Sammy consigue un empleo a su primo como dibujante en la empresa en la él mismo trabaja, que debido al reciente éxito de Superman intenta probar suerte en la incipiente industria del cómic. Adoptando el seudónimo de Sam Clay, Klayman empieza a escribir historias de aventuras que ilustra su primo, rebautizado como Joe Kavalier. Los dos jóvenes reclutan a otros adolescentes de Brooklyn para formar parte de Radio Comics, nombre final del proyecto y cuya figura central es El Escapista, un superhéroe decidido a liberar al mundo de Hitler y del fascismo y que está inspirado en el Capitán América, Houdini, Batman, The Phantom y la Pimpinela escarlata. En poco tiempo, El Escapista logra un gran éxito, aunque sus autores obtienen una mínima parte del dinero que genera. Los dos primos tardan en darse cuenta de que están siendo explotados, ya que tienen otras preocupaciones. Kavalier está intentando rescatar a su familia de los nazis, a la vez que vive su primer amor con Rosa, una joven bohemia con vocación artística y perteneciente a una importante familia judía neoyorquina. Por su parte, su primo Clay descubre su homosexualidad y decide vivirla en secreto.